# A nyomorultak (film, 1913)
A nyomorultak (eredeti cím: Les Misérables) Victor Hugo azonos című regénye nyomán készült, 1913-ban bemutatott francia némafilm Albert Capellani rendezésében.
A film a Pathé-cég érdekeltségébe tartozó S.C.A.G.L., vagyis a Filmírók Szövetsége produkciója volt. Georges Sadoul filmtörténete szerint a rendező, Albert Capellani akkoriban híres színdarabok, irodalmi művek sorát vitte filmre (Az arles-i lány, A király mulat stb.). Első nagy sikerét Émile Zola A patkányfogó című regénye nyomán készített filmjével (1909) érte el.
Az akkori időkben rendkívül hosszúnak számító, kilencrészes Les Misérables (A nyomorultak) filmváltozata működésének csúcspontját jelentette. A teljes film ötezer méternél hosszabb volt, vetítése öt óra hosszát tartott, bár többnyire részekre tagolva vetítették. A hatalmas siker láttán Pathé a regényből további változatokat is készített, Capellani pedig Zola Germinaljából forgatta következő filmjét.

## Szereplők
- Henry Krauss – Jean Valjean
- Henri Étiévant – Javert
- Léon Bernard – Monseigneur Myriel
- Maria Ventura – Fantine
- Maria Fromet – Cosette
- Gaudin – Gavroche